# كاميرون (أوكلاهوما)
كاميرون (بالإنجليزية: Cameron, Oklahoma)‏ هي بلدة أمريكية تقع في الولايات المتحدة في مقاطعة لي فلوري، أوكلاهوما. يقدر عدد سكانها بـ 302 نسمة ومساحتها 0.7 كم2 وترتفع عن سطح البحر 148 متر.

## التركيبة السكانية
حدّد مكتب تعداد الولايات المتحدة بيانات التركيبة السكانية لكاميرون في تعداد الولايات المتحدة. في ما يلي، التركيبة السكانية حسب تعدادي 2000 و2010.

### تعداد عام 2000
بلغ عدد سكان كاميرون 312 نسمة بحسب تعداد عام 2000، وبلغ عدد الأسر 115 أسرة وعدد العائلات 90 عائلة مقيمة في البلدة. في حين سجلت الكثافة السكانية 433.3 نسمة لكل كيلومتر مربع (1,122.2/ميل2). وبلغ عدد الوحدات السكنية 126 وحدة بمتوسط كثافة قدره 175 لكل كيلومتر مربع (453.2/ميل2).
وتوزع التركيب العرقي للبلدة بنسبة 83.65% من البيض و0.32% من الأمريكيين الأفارقة و11.54% من الأمريكيين الأصليين و4.49% من عرقين مختلطين أو أكثر.
بلغ عدد الأسر 115 أسرة كانت نسبة 41.7% منها لديها أطفال تحت سن الثامنة عشر تعيش معهم، وبلغت نسبة الأزواج القاطنين مع بعضهم البعض 53.9% من أصل المجموع الكلي للأسر، ونسبة 15.7% من الأسر كان لديها معيلات من الإناث دون وجود شريك،  بينما كانت نسبة 8.7% من الأسر لديها معيلون من الذكور دون وجود شريكة وكانت نسبة 21.7% من غير العائلات. تألفت نسبة 20% من أصل جميع الأسر من عدة أفراد يعيشون في نفس المنزل ونسبة 8.7% كانت تتألف من شخص يعيش بمفرده يبلغ من العمر 65 عاماً أو أكثر. وبلغ متوسط حجم الأسرة المعيشية 2.71، أما متوسط حجم العائلات فبلغ 3.11.
بلغ العمر الوسطي للسكان 35.0 عاماً. وكانت نسبة 26.6% من القاطنين تحت سن الثامنة عشر، وكانت نسبة 9.3% بين الثامنة عشر والرابعة والعشرين عاماً، ونسبة 29.5% كانت واقعةً في الفئة العمرية ما بين الخامسة والعشرين والرابعة والأربعين عاماً، ونسبة 23.1% كانت ما بين الخامسة والأربعين والرابعة والستين، ونسبة 11.5% كانت ضمن فئة الخامسة والستين عاماً فما فوق. يوجد لكل 100 أنثى 113.7 ذكر، ويوجد لكل 100 أنثى في الثامنة عشر من عمرها فما فوق 104.5 ذكر.
بلغ متوسط دخل الأسرة في البلدة 23,750 دولارًا، أما متوسط دخل العائلة فبلغ 26,339 دولارًا. وكان متوسط دخل الذكور 27,679 دولارًا مقابل 17,321 دولارًا للإناث. وسجل دخل الفرد الخاص بالبلدة 11,055 دولارًا. وكانت نسبة 14.7% من العائلات ونسبة 19.6% من السكان تحت خط الفقر، وكان من هؤلاء نسبة 32.9% تحت سن الثامنة عشر ونسبة 10.5% في الخامسة والستين من العمر وما فوق.

### تعداد عام 2010
بلغ عدد سكان كاميرون 302 نسمة بحسب تعداد عام 2010، وبلغ عدد الأسر 109 أسرة وعدد العائلات 81 عائلة مقيمة في البلدة. في حين سجلت الكثافة السكانية 419.4 نسمة لكل كيلومتر مربع (1,086.2/ميل2). وبلغ عدد الوحدات السكنية 132 وحدة بمتوسط كثافة قدره 183.3 لكل كيلومتر مربع (474.7/ميل2).
وتوزع التركيب العرقي للبلدة بنسبة 72.52% من البيض و17.22% من الأمريكيين الأصليين و0.33% من الأعراق الأخرى و9.93% من عرقين مختلطين أو أكثر و1.99% من الهسبانيون أو اللاتينيون من أي عرق.
بلغ عدد الأسر 109 أسرة كانت نسبة 38.5% منها لديها أطفال تحت سن الثامنة عشر تعيش معهم، وبلغت نسبة الأزواج القاطنين مع بعضهم البعض 48.6% من أصل المجموع الكلي للأسر، ونسبة 11.9% من الأسر كان لديها معيلات من الإناث دون وجود شريك،  بينما كانت نسبة 13.8% من الأسر لديها معيلون من الذكور دون وجود شريكة وكانت نسبة 25.7% من غير العائلات. تألفت نسبة 22.9% من أصل جميع الأسر من عدة أفراد يعيشون في نفس المنزل ونسبة 12.8% كانت تتألف من شخص يعيش بمفرده يبلغ من العمر 65 عاماً أو أكثر. وبلغ متوسط حجم الأسرة المعيشية 2.77، أما متوسط حجم العائلات فبلغ 3.25.
بلغ العمر الوسطي للسكان 32.6 عاماً. وكانت نسبة 29.1% من القاطنين تحت سن الثامنة عشر، وكانت نسبة 10.6% بين الثامنة عشر والرابعة والعشرين عاماً، ونسبة 24.8% كانت واقعةً في الفئة العمرية ما بين الخامسة والعشرين والرابعة والأربعين عاماً، ونسبة 22.5% كانت ما بين الخامسة والأربعين والرابعة والستين، ونسبة 12.9% كانت ضمن فئة الخامسة والستين عاماً فما فوق. وتوزع التركيب الجنسي للسكان بنسبة 50.7% ذكور و49.3% إناث.